# براشتن
براشتن (به بلغاری: Brashten) یک منطقهٔ مسکونی در بلغارستان است که در شهرستان دوسپات واقع شده‌است.
 براشتن ۳۰٫۹۱۴ کیلومتر مربع مساحت و ۸۸۴ نفر جمعیت دارد و ۱٬۰۷۹ متر بالاتر از سطح دریا واقع شده‌است.